# Minotto
I Minotto furono una famiglia patrizia veneziana, annoverata fra le cosiddette Case Nuove.

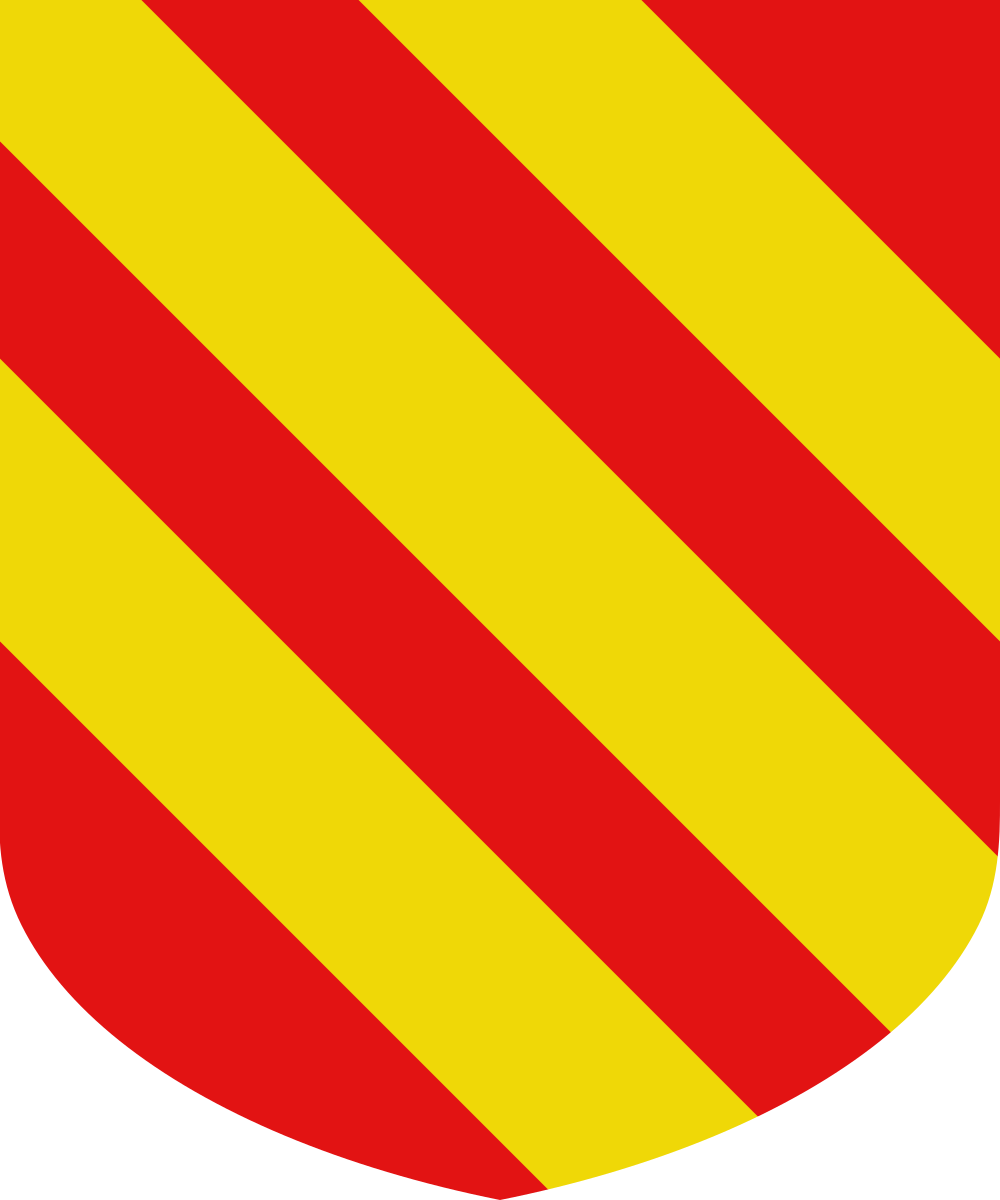
Stemma Minotto

## Storia
I cronisti veneziani furono sempre discordi sull'origine di questa famiglia, che alcuni ritenevano fosse oriunda di Roma, altri che venisse dall'Albania: coloro che attribuivano ai Minotto un'origine albanese, li facevano discendenti del casato aristocratico dei Minoxi, ancora illustre in patria ai primi del Settecento.
I Minotto diedero alla Repubblica antichi tribuni; nel 1297, alla serrata del Maggior Consiglio, risultarono compresi nel corpo patrizio nella persona di Marco, capitano di trenta galere e conquistatore dell'isola egea di Stalimene. Tra i membri illustri del casato, è degna di menzione anche quella Contessa Minotto che, nel secolo XII, fu seconda moglie del doge Enrico Dandolo, nonché madre di Fantino, patriarca latino di Costantinopoli, e Marino, signore di Andro.
All'epoca della caduta della Serenissima, il casato era diviso in quattro differenti rami.
Con l'avvento degli Austriaci in Veneto, i Minotto ottennero la conferma dell'avita nobiltà con Sovrana Risoluzione del 16 novembre 1817.

## Membri illustri
- Girolamo Minotto († 1453), bailo veneziano a Costantinopoli;
- Giovanni Minotto Ottoboni (1675 - 1742), ecclesiastico, fu vescovo di Padova dal 1730 alla sua morte.

## Luoghi e architetture
- Palazzo Minotto (Santa Croce), a Santa Croce;
- Palazzo Ariani Minotto Cicogna, a Dorsoduro;
- Palazzo Minotto-Barbarigo, a San Marco.

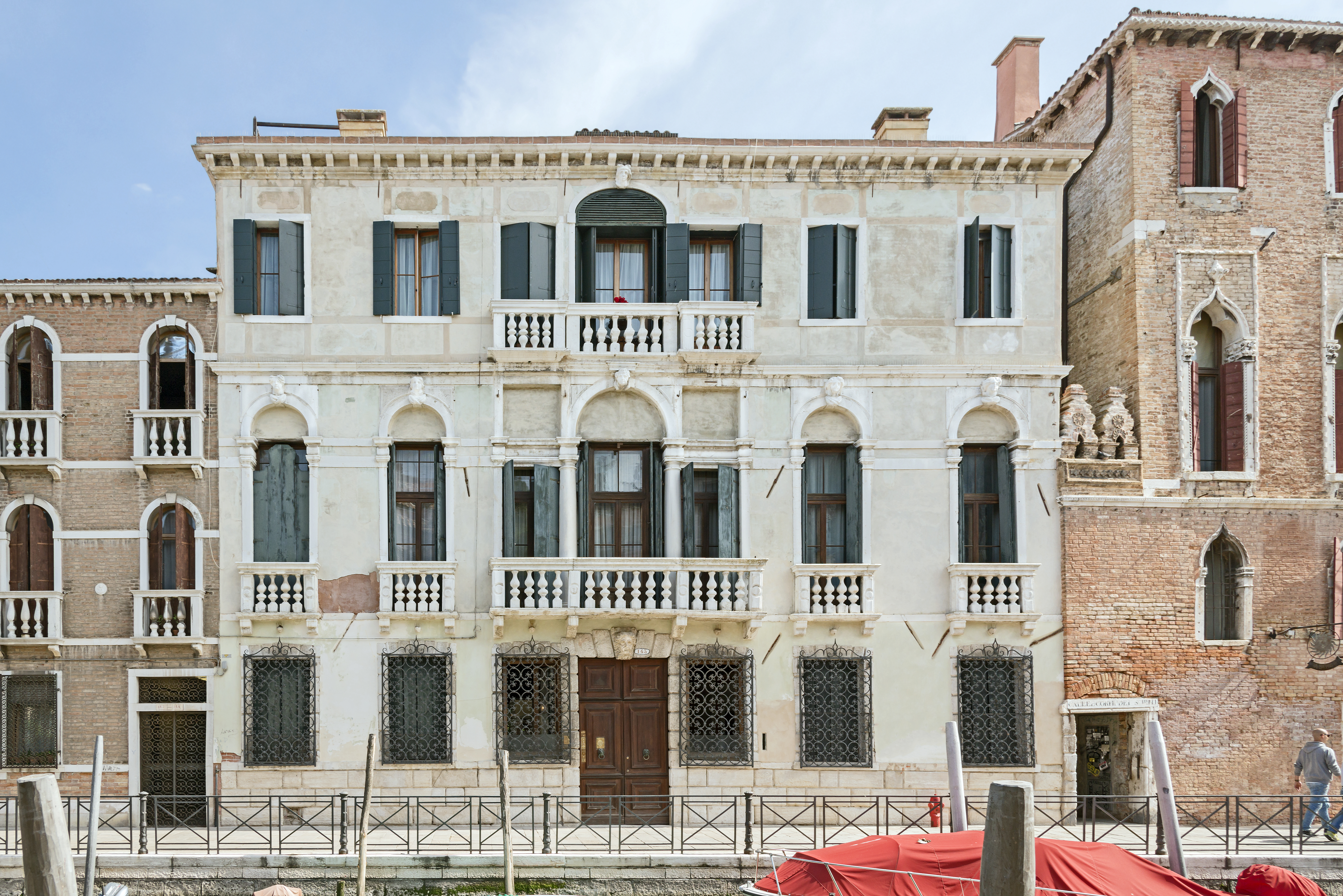
Palazzo Minotto (Santa Croce), rio del Gaffaro
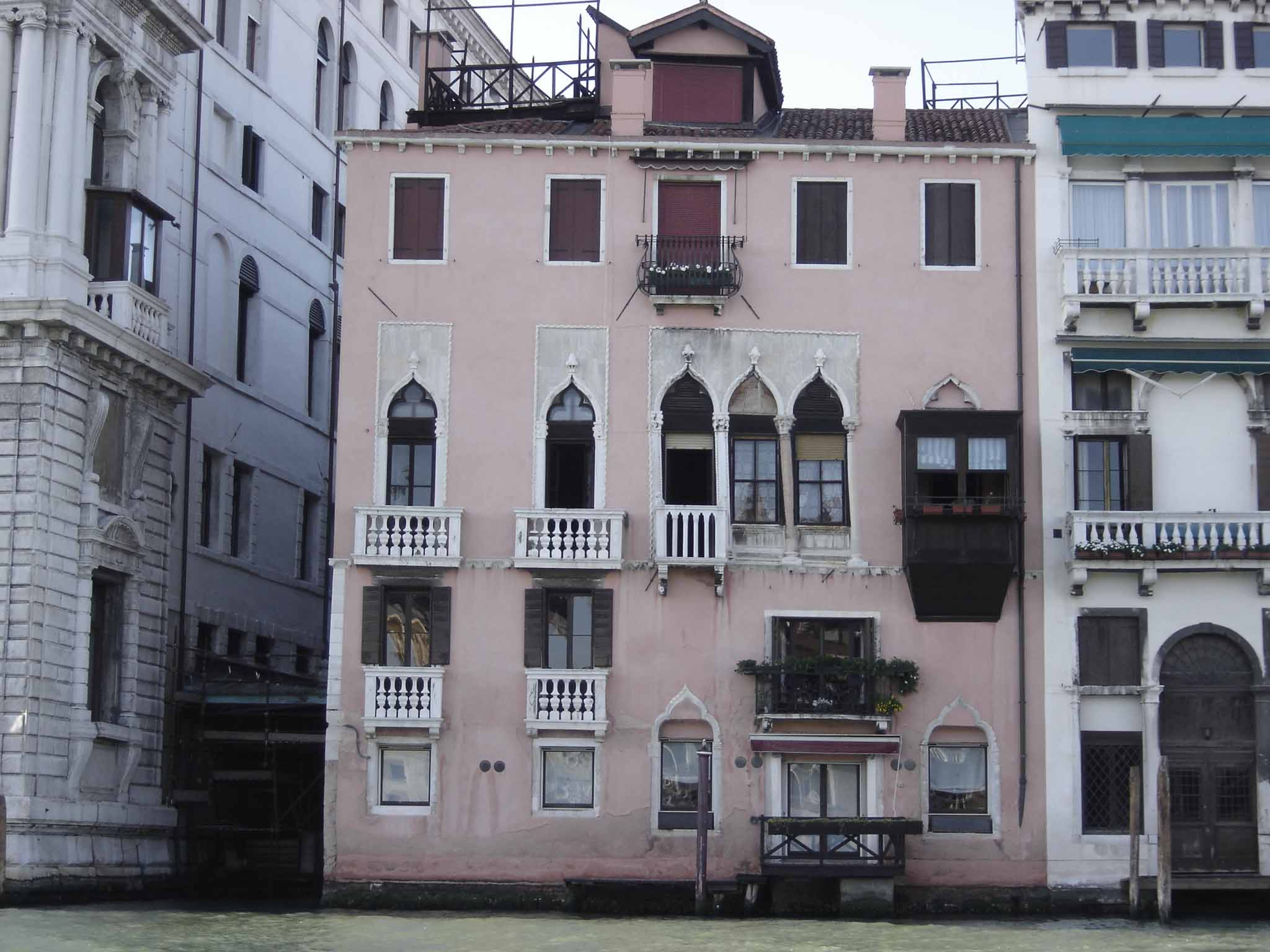
Palazzo Minotto-Barbarigo